# Mecklenburg

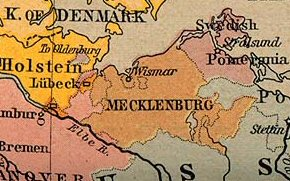
Mecklenburg in 1803

Mecklenburg (spreek uit: Meeklenboerg) is een (historische) streek in Noord-Duitsland. Mecklenburg vormt het leeuwendeel van Mecklenburg-Vorpommeren, een deelstaat van de Bondsrepubliek Duitsland.

## Geschiedenis
Mecklenburg werd aan het einde van de 6e eeuw door Slavische stammen vanuit het oosten bezet. De oorspronkelijke bevolking van Germanen (Langobarden en Semnonen) was toen grotendeels vertrokken. De Slaven vormden stammen als de Polaben, Obodriten en Lutizen, die in onderlinge strijd kleinere stammen absorbeerden. 
De naam Mecklenburg komt van Oudsaksisch mikil = groot, en borg, burg, burcht. Deze oorspronkelijk Slavische burcht lag even ten zuiden van Wismar en werd uitgangspunt van de Saksische vorsten voor hun veroveringen en onderwerping van de Slavische stammen in het westelijk deel van het latere Mecklenburg. Dat nam twee eeuwen in beslag waarin de Slaven ook elkaar bestreden en daarvoor steun zochten bij de Denen.
Sommige Slavische stamhoofden in de westelijke gebieden namen in de tweede helft van de 10e eeuw het christendom aan en wilden daarmee voorkomen dat zij aan de Saksen en het Duitse Rijk onderworpen zouden worden. Oostelijker stamhoofden wilden onafhankelijk blijven met de verdediging van hun eigen godsdienst. Een gezamenlijke opstand tegen de Saksische en de christelijke invloeden liep na 1070 op stagnatie uit. Pas in 1134 volgde een Saksische militaire invasie die het Obodritische vorstengeslacht van de Pribisliden ertoe bracht als eerste vorsten van Mecklenburg een voorsprong te nemen door zich in 1167 te verbinden aan het Duitse Rijk. De Slavische adel legde zich daar na enkele decennia ook bij neer en werd deel van de adel van dat Rijk. Onder de bevolking bleef een Slavisch deel tot in de 16e eeuw, hoewel steeds marginaler wordend, bestaan. Zij werden gaandeweg geabsorbeerd door de in de 13e eeuw in groten getale toestromende boeren uit het westen: Saksen en Friezen. Deze boerenkolonisten hadden een superieure landbouwtechniek om bossen te rooien en moerassen te ontwateren en daarmee landbouwareaal en -opbrengst te vermeerderen. Handelaren en handwerkers, vooral uit Lübeck, Hamburg en Bremen, stichtten steden die handelscentra werden voor de toenemende landbouwopbrengsten. 
In 1348 werd de vorst van Mecklenburg door keizer Karel IV van het Duitse Rijk tot hertog van Mecklenburg verheven.
De hertogelijke familie ging over tot de Lutherse Kerk en in 1549 werd het lutheranisme de staatsgodsdienst. Omdat de Mecklenburgers en de Pommeren moeite hadden met de Hoogduitse taal werd voor hen de Bijbel door reformator Johannes Bugenhagen in het Nederduits vertaald. Aan het einde van de 16de eeuw zou Hoogduits toch de enige kerktaal worden.
In 1621 werd het hertogdom Mecklenburg opgesplitst in de hertogdommen Mecklenburg-Schwerin en Mecklenburg-Güstrow. De hertogelijke linie Mecklenburg-Güstrow stierf in 1695 uit, waarna werd heringedeeld in de hertogdommen Mecklenburg-Strelitz en Mecklenburg-Schwerin.
Rond 1500 telde Mecklenburg op het middeleeuwse hoogtepunt van zijn economische bloei 150.000 bewoners. In 1650 waren het er nog 75.000 ten gevolge van massamoorden, honger- en pestepidemieën, veroorzaakt door de soldaten van de Zweedse koning en de Duitse keizer, die elkaar in de Dertigjarige Oorlog (1619-1648) ook op Mecklenburgs grondgebied bestreden en het land leegroofden en verwoestten. Het land zou zich niet kunnen oprichten want de Zweden en Pruisen bestreden elkaar vervolgens tot zij vrede sloten in 1701. Voorpommeren en de stad Wismar bleven Zweeds. Daarna schond de absolutistische hertog Karl Leopold de landsreglementen zodanig grof dat de keizer van het Duitse Rijk hem afzette. Hannover en Pruisen kregen in 1719 voorlopig de landsheerlijke voogdij en pas aan het einde van de eeuw zou er weer sprake zijn van een hertogelijk gezag. Inmiddels was Mecklenburg in een diepe stagnatie geraakt. Meer dan de helft van de bewoners was in een positie van lijfeigene terechtgekomen, vaak omdat de aan Pruisen en Hannover te betalen contributies op hen verhaald werden, terwijl zij ook hun zonen als soldaat moesten afstaan in gedwongen rekruteringen, welke door Pruisen werden uitgevoerd ter betaling van de schulden van het hertogdom.
Na de Napoleontische tijd (1806-1815) kwam rust maar nog geen economische opgang. Bij het Congres van Wenen (1815) werden de hertogen van Schwerin en Strelitz verheven tot groothertog. Hierna ontstonden dus de groothertogdommen Mecklenburg-Schwerin en Mecklenburg-Strelitz. In de meeste Duitse staten werden grondwetten ingevoerd, maar beide Mecklenburgen bleven autocratisch geregeerde vorstendommen, al werd in 1820 wel de lijfeigenschap afgeschaft.
In 1866 traden beide hertogdommen toe tot de Noord-Duitse Bond en sinds 1870 maakten ze beide deel uit van het Duitse Keizerrijk. De beide hertogdommen zouden pas in de tweede helft van de 19e eeuw aansluiting bij de moderne tijd krijgen, om te beginnen in de havensteden. Op het platteland zou dat weinig effect hebben. 20% van de bevolking emigreerde tussen 1870 en 1910, vooral naar Amerika. 
De functie van oorlogshaven en oorlogsindustrie zou Rostock na 1870 doen opbloeien en deze stad werd daarom later een doelwit van Geallieerde bombardementen in de Tweede Wereldoorlog. Maar daarvoor braken na de Eerste Wereldoorlog, in november 1918 kleine revoluties uit. De groothertog kondigde tevergeefs democratische hervormingen aan maar dit mocht niet baten. Frederik Frans IV van Mecklenburg-Schwerin, die na de zelfmoord van Adolf Frederik VI van Mecklenburg-Strelitz over beide landen regeerde, moest aftreden en Mecklenburg-Schwerin en Mecklenburg-Strelitz werden parlementaire democratieën binnen de Weimarrepubliek (onder de titel vrijstaat Mecklenburg-Schwerin en vrijstaat Mecklenburg-Strelitz). Uit het Mecklenburgse vorstengeslacht wist Heinrich von Mecklenburg-Schwerin als echtgenoot van koningin Wilhelmina en onder de naam Prins Hendrik een vorstelijke status te behouden.
In 1934 werden de beide Mecklenburgen door de nationaalsocialistische regering samengevoegd in één zogenaamde 'Gau' Mecklenburg onder een Reichstatthalter (Rijksstadhouder), later Gauleiter (Gouwleider): (Friedrich Hildebrandt).
In juli 1945, na de afbakening van een nieuwe staatsgrens tussen Polen en Duitsland (de Oder-Neissegrens), werd het kleine voor Duitsland resterende deel van de voormalige Pruisische provincie Pommeren onder de naam Voor-Pommeren (Vorpommern) met Mecklenburg samengevoegd om onder de naam Mecklenburg-Vorpommern een deelstaat te vormen. Achter-Pommeren (Hinterpommern) is de naam van het deel van de vroegere provincie Pommeren dat in 1945 door Polen werd geannexeerd. In 1952 werden in de Duitse Democratische Republiek de oude 'feodale' namen afgeschaft en nieuwe districten ingesteld, wat Mecklenburg-Vorpommern betreft de Bezirke Neubrandenburg, Rostock en Schwerin. Inmiddels was de bevolking aanzienlijk toegenomen tot 2,1 miljoen omdat er 700.000 vluchtelingen uit Oost-Pruisen, West-Pruisen en Achter-Pommeren.
De nieuwe socialistische orde hief het particuliere grondbezit op en dwong de grootgrondbezitters hun land af te staan en de boeren hun land in Landwirtschaftliche Produktionsgenossenschaften (LPG'S) onder te brengen en te gaan samenwerken. De bedrijven en met name de grote scheepswerven werden genationaliseerd.
Bij de opname van de DDR in de Bondsrepubliek Duitsland in 1990 werd de deelstaat Mecklenburg-Vorpommern onder de oude naam opnieuw ingesteld.